# Hind Al-Fayez

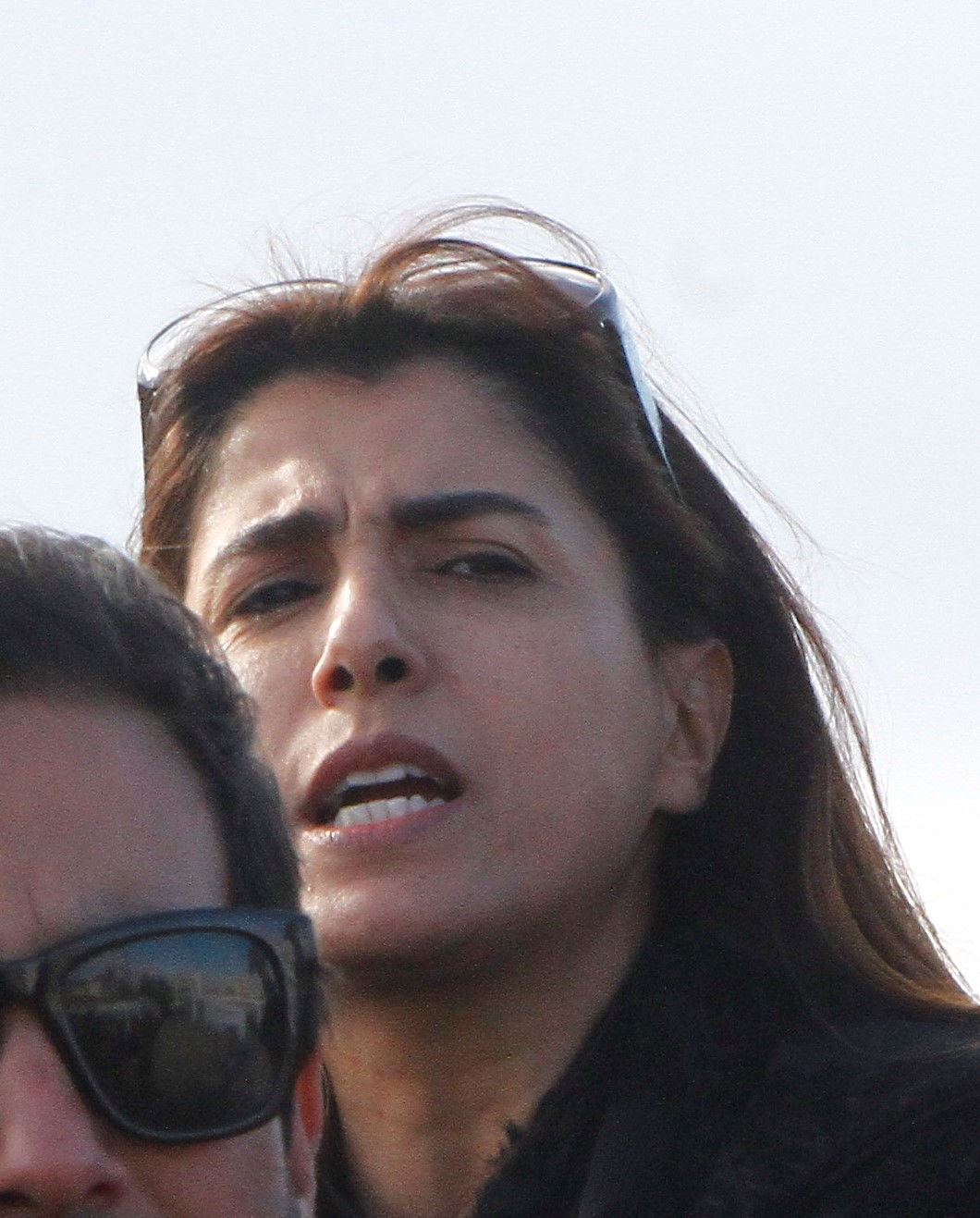
Hind Al-Fayez (2017)

Hind Al-Fayez (arabisch هند حاكم الفايز, DMG Hind Ḥākim al-Fāyiz; * 1968 in Amman) ist eine jordanische Politikerin,  Journalistin, Wirtschaftswissenschaftlerin, politische Aktivistin und war Abgeordnete zur jordanischen Abgeordnetenversammlung.

## Werdegang
Hind Al-Fayez ist die Tochter von Hakem Al-Fayez. Sie erlangte weltweite Aufmerksamkeit, nachdem ein jordanischer Abgeordneter ihr sagte, sie solle sich setzen, nachdem sie ihn unterbrochen hatte. Über sie wurde daraufhin in vielen westlichen Nachrichtensendern wie CNN berichtet.